# Ping An Bank
Ping An Bank — китайский коммерческий банк, дочерняя структура страховой компании Ping An Insurance (55,67 % акций), представляющее одно из трёх основных направлений деятельности группы (страхование, банкинг и управление активами).
Основан в 1995 году, в 2012 году поглотил Shenzhen Development Bank, заняв его место на Шэньчжэньской фондовой бирже.

## Деятельность
Ping An Bank обслуживает как частных, так и корпоративных клиентов. Состоит из пяти подразделений:
- розничный банкинг (58 % выручки, 107 млн клиентов)
- корпоративный банкинг
- межбанковский фонд
- инвестиционный банкинг
- финансирование малого бизнеса[3].

Объём выданных кредитов в 2020 году составил 2,67 трлн юаней, а принятых депозитов — 2,673 трлн юаней.